# Kościół śś. Klemensa i Pankracego w Inden
Kościół śś. Klemensa i Pankracego – rzymskokatolicki kościół parafialny w miejscowości Inden, w Nadrenii Północnej-Westfalii, w dzielnicy Inden/Altdorf. 
Budowę kościoła rozpoczęto w 1996 roku. Obiekt budowano według projektu Heinza Döhmena. Świątynię konsekrował 1998 roku biskup diecezjalny Akwizgranu ks. bp Heinrich Mussinghoff. 

## Galeria

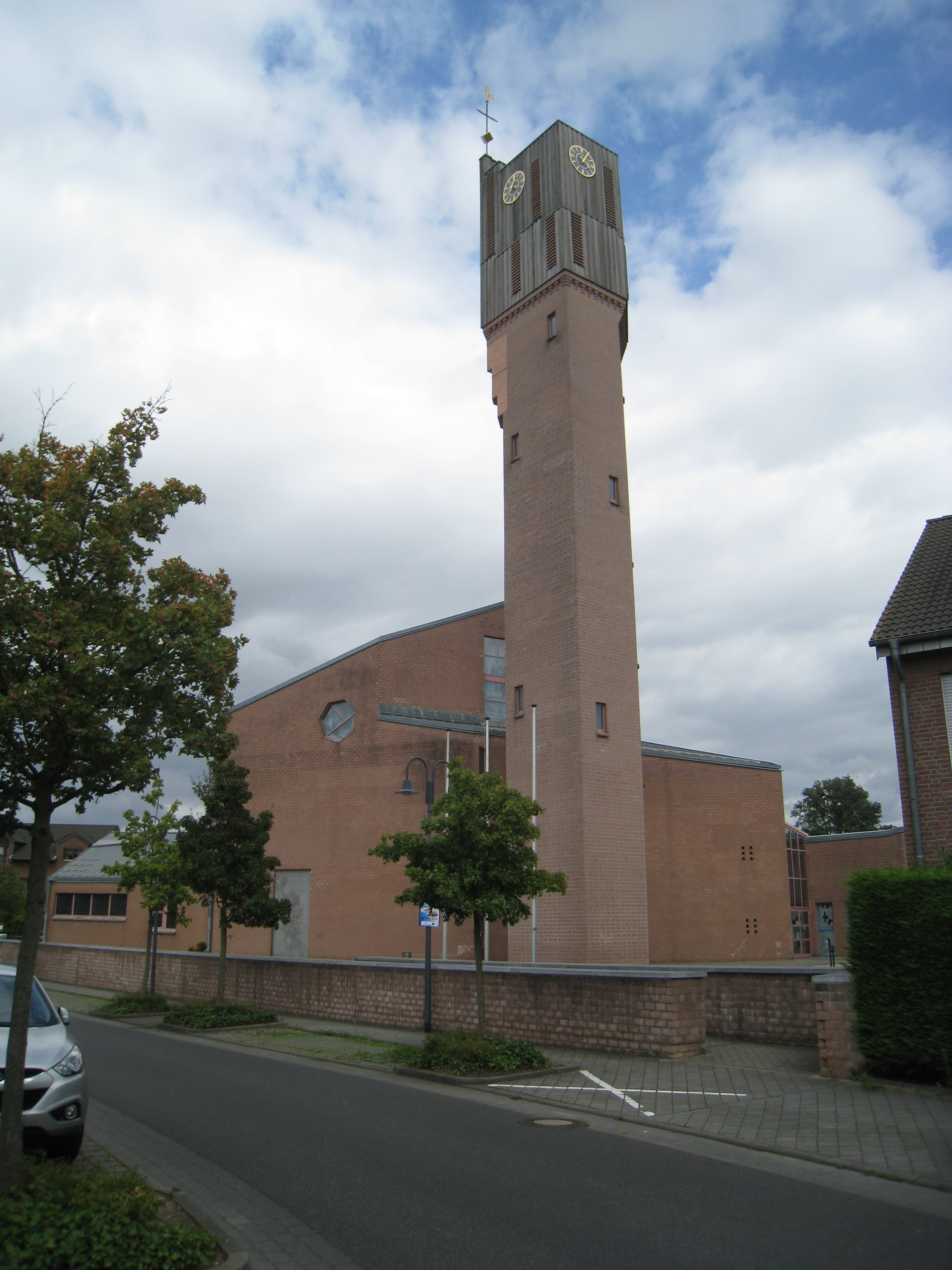
Widok z południowego zachodu
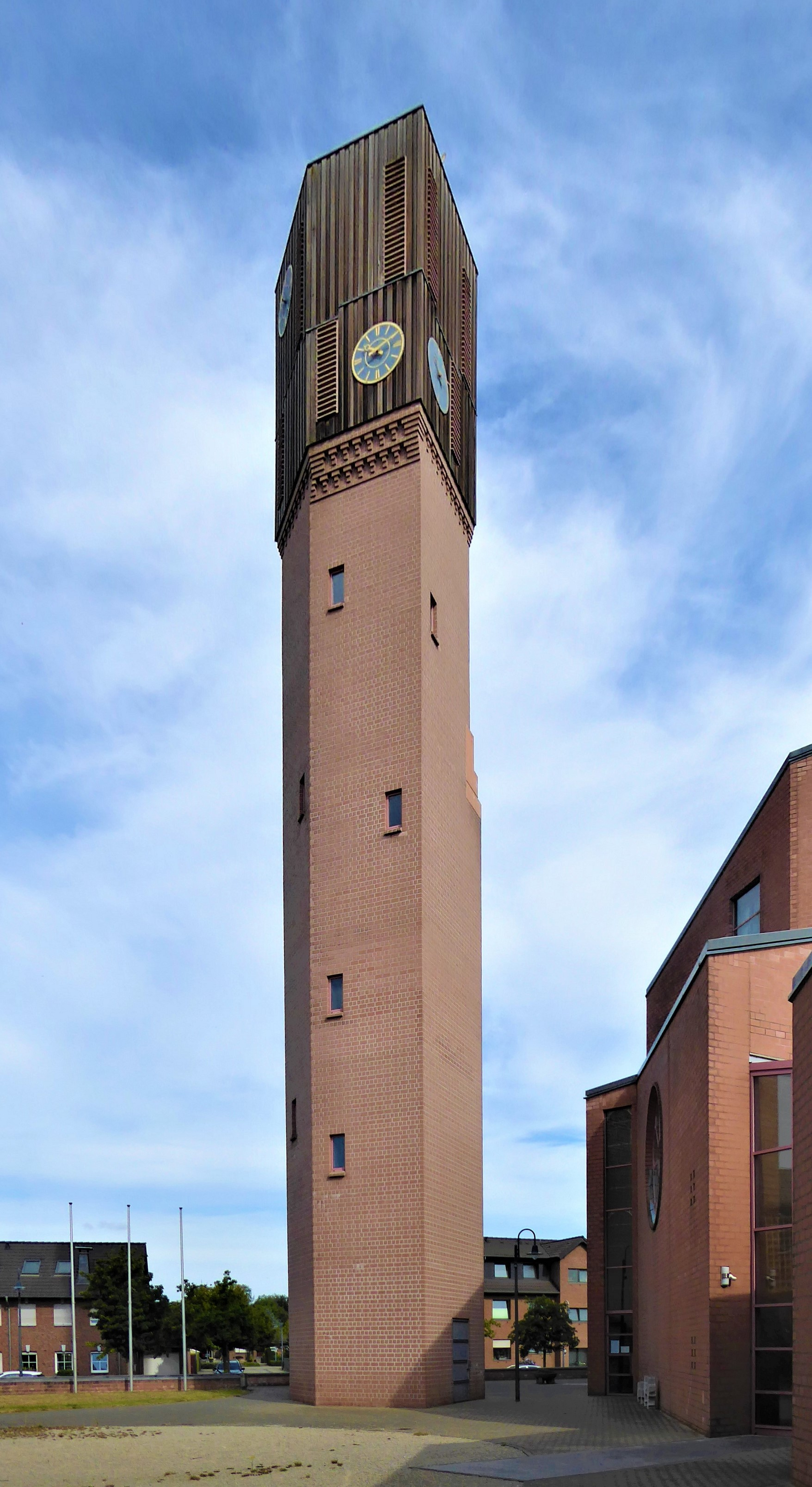
Wieża kościoła